# Ragno da cucina

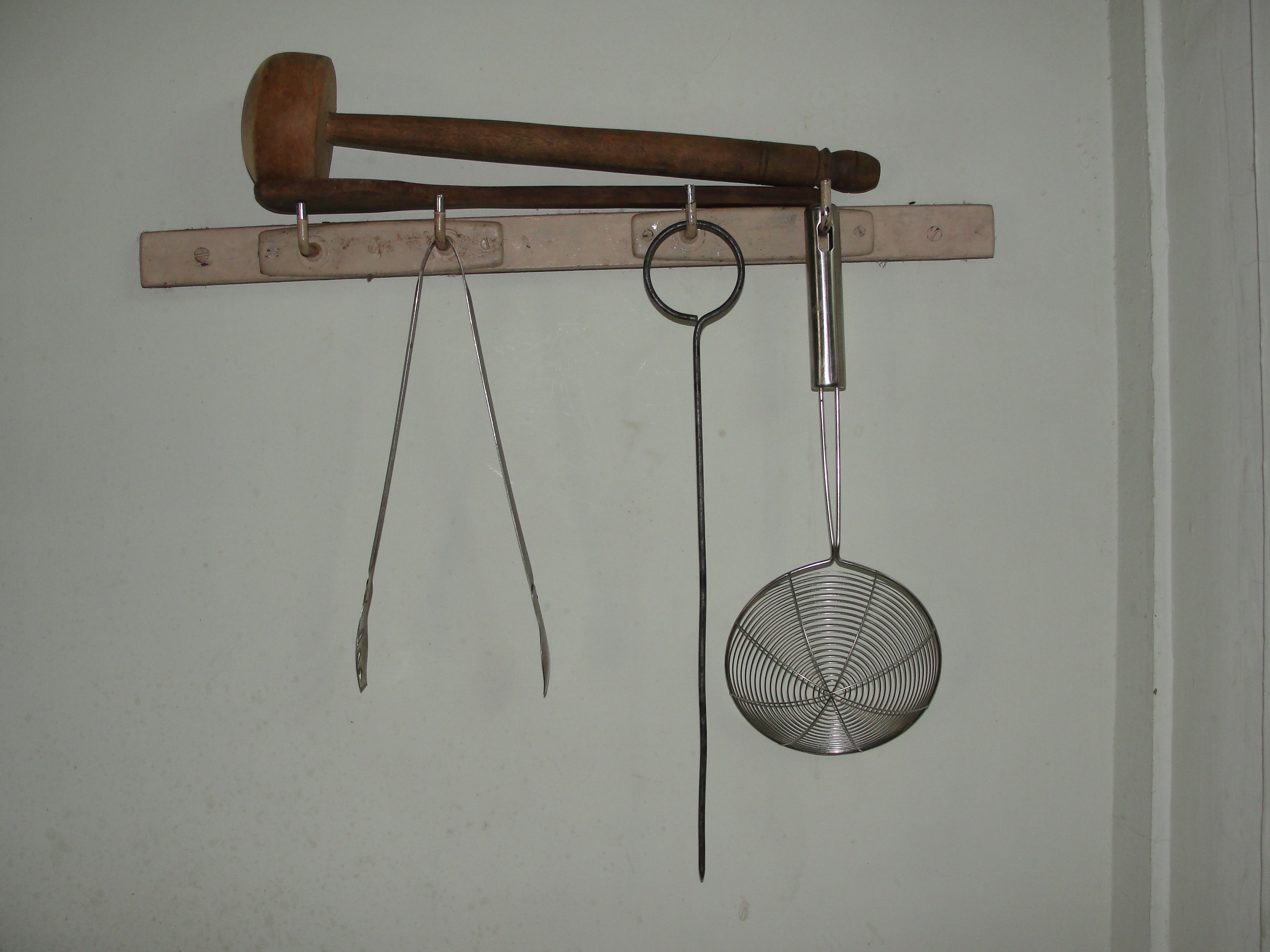
Ragno da cucina con altri attrezzi

Viene detto ragno da cucina quello strumento utile per scolare velocemente pasta ripiena, verdure oppure qualsiasi cosa stia bollendo o friggendo.
Esso è molto simile alla schiumarola; è formato da un manico con al fondo una serie di cerchi concentrici di filo metallico distanziati l'uno dall'altro, molto simile alla tela di un ragno (ecco il motivo del suo particolare nome), di solito è in acciaio. Si tratta di uno strumento usato più in ambito professionale che in quello casalingo.

## nomi locali
Nei paesi del sud Italia è nota  come cacciapesce, per i pesci fritti in paranza, da “cacciare”, cioè togliere, dall’olio bollente, mentre a Napoli diventa votapesce.